# بانزر

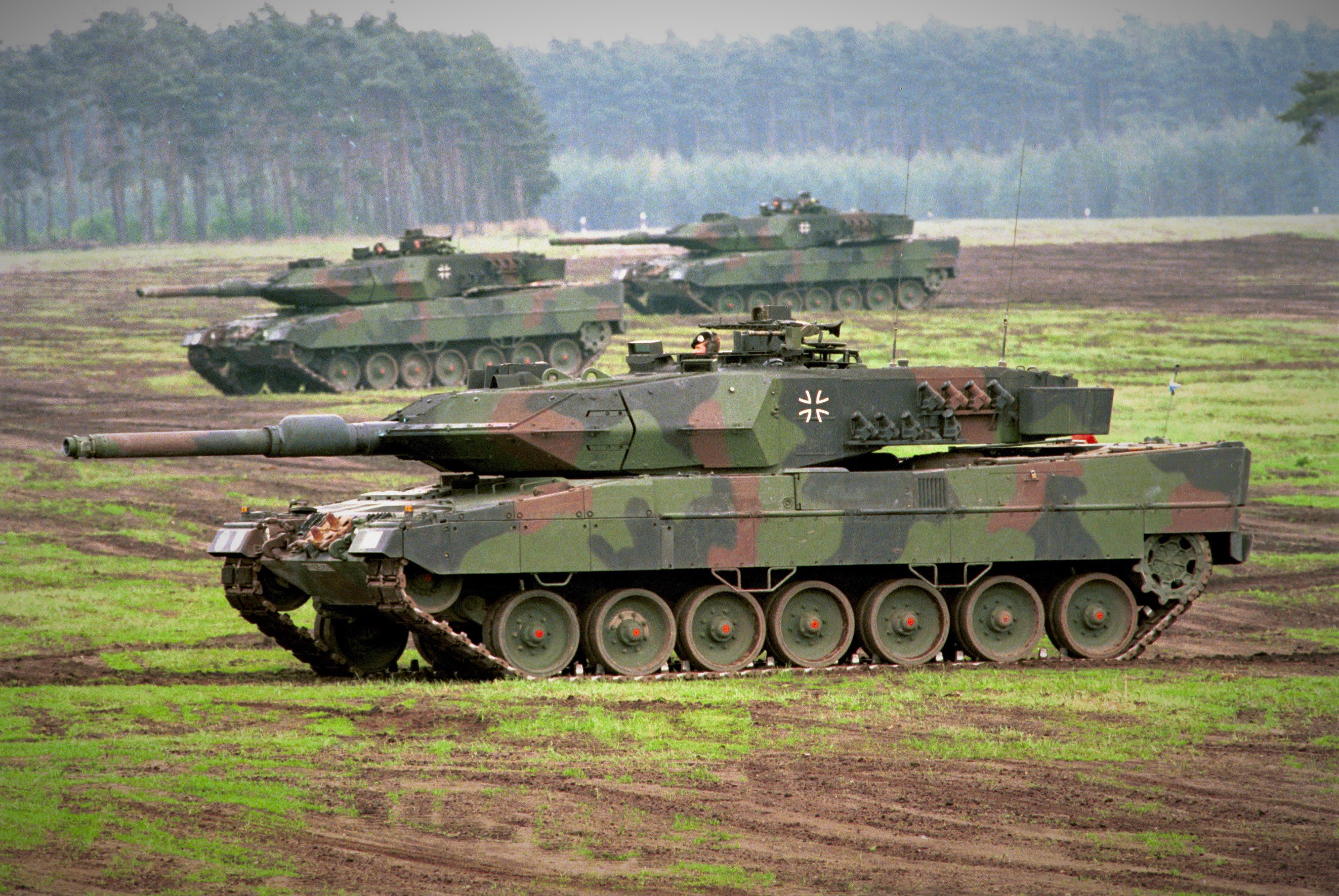
ليوبارد 2 A5 في الجيش الألماني

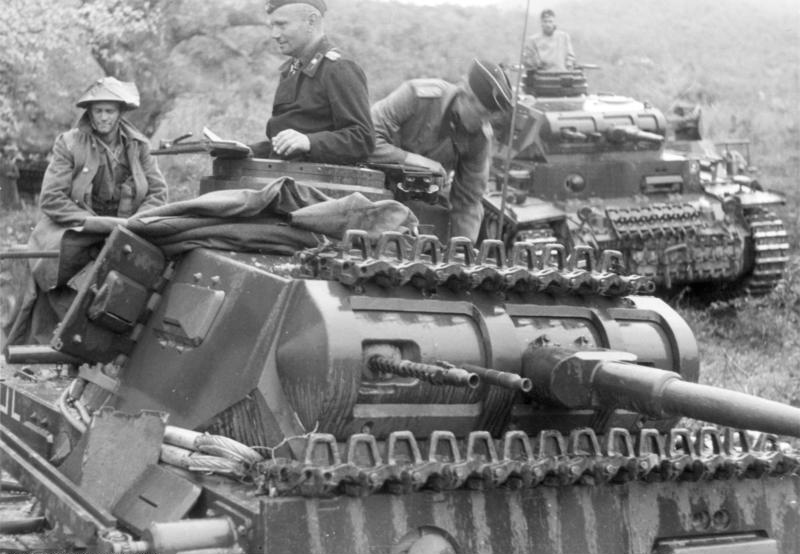
بانزر-3أس خلال معركة اليونان في أبريل 1941

كلمة بانزر /ˈpænzər/ تُلفظ بالألمانية: [ˈpantsɐ]  ( سماع)) هي كلمة ألمانية تعني «دروع» أو «دبابة» تحديدا. تستمد أصولها من خلال الكلمة الفرنسية كلمة pancier، «درع الصدر»، من pantex اللاتينية، «البطن».
يتم استخدام الكلمة باللغة الإنجليزية وبعض اللغات الأخرى ككلمة استعارة في سياق الحديث عن الجيش الألماني. على وجه الخصوص، يتم استخدامها في الأسماء الصحيحة للتشكيلات العسكرية (فرق البانزر والجيش الرابع بانزر، إلخ.)، وفي الأسماء الصحيحة للدبابات، مثل بانزر-4، إلخ.
المصطلح الألماني المؤرخ هو Panzerkampfwagen، «دبابة» أو «مركبة قتالية مدرعة». المرادف الحديث الشائع الاستخدام هو Kampfpanzer، أو Panzer. يشار إلى أول دبابة ألمانية، إيه7فيلعام 1918، باسم Sturmpanzerwagen (تعني تقريبًا، «مركبة هجوم مدرعة»).